# Lucyl Martel
Lucyl Martel (née le 4 février 1922 à Montréal et décédée en 2015 à Laval) est une artiste peintre québécoise. Elle a étudié et travaillé aux côtés d'Alfred Pellan. Elle est surtout reconnue pour ses scènes du quotidien dans les années 1940 et 1950.

## Biographie
Lucyl Martel et sa sœur Marguerite étudient le dessin et la peinture à l'École des beaux-arts de Montréal, de 1940 à 1949, sous l'influence d'Alfred Pellan. Pendant ses études, elle crée Atelier. Cette peinture d'une femme nue, exposée lors du vernissage de l'exposition des étudiants le 12 juin 1945, fait scandale. D’autres toiles sont également jugées inconvenantes. Pour contrer la colère de la direction, Pellan demande aux artistes d'appliquer du savon et de la gouache sur les tableaux coupables. Le directeur Charles Maillard exige tout de même que les œuvres soient décrochées. Son intolérance provoque l'ire des étudiants et une manifestation le forcera à remettre sa démission. Les « corrections » sur le tableau de Lucyl Martel ne seront retirés qu’en 2003.
L'artiste est récipiendaire du Prix du Consulat de France en 1947. En 1952, elle remporte le Prix du Salon du Printemps du Musée des beaux-arts de Montréal lors de la soixante-neuvième édition de l'événement qui se tient du 9 mai au 18 juin.
Dans les années 1950, elle crée des costumes et des décors pour différents projets du duo Félix Leclerc et Guy Mauffette (compagnie de théâtre VLM),.
À partir des années 1960, l’artiste devient maquettiste et accessoiriste à Radio-Québec pour qui elle travaillera pendant 25 ans.
À son décès en 2015, cette pionnière québécoise laisse un corpus d'une centaine de peintures et de dessins,,,,,.
En 2017, grâce au travail de sa nièce Johanne Martel, l'œuvre de Lucyl Martel est exposé dans une première rétrospective, Lucyl Martel : une jeune artiste témoin de son temps, au Musée régional de Vaudreuil-Soulanges.

## Honneurs
- Prix du Consulat de France en 1947[10].
- Prix du Salon du Printemps du Musée des beaux-arts de Montréal en 1952[11].

## Musées et collections publiques
- Musée régional de Vaudreuil-Soulanges[12].
- Musée national des beaux-arts du Québec[13].

## Œuvres
- Atelier, 1945, huile sur carton, 91,4 × 121,9 cm, Musée national des beaux-arts du Québec, Québec[14].
- Autoportrait, 1946, huile sur carton, 117 × 90 cm, Musée national des beaux-arts du Québec, Québec[15].
- Nature morte au melon, 1945, huile sur toile, 63,5 × 74,9 cm, Musée national des beaux-arts du Québec, Québec.

- Madeleine Lavallée, Vaudreuil. Madeleine Lavallée au chalet de la famille Martel dans l'Anse de Vaudreuil, 1946, huile sur carton, 108 × 79 cm, Musée régional de Vaudreuil-Soulanges, Québec[16].
- Femme au chevalet (autoportrait). Autoportrait de Lucyl Martel au chalet de l'Anse de Vaudreuil, 1947, huile sur carton, 91 × 71 cm, Musée régional de Vaudreuil-Soulanges, Québec[16].
- Femme du sud, 1947?, cat.no 86[17]

## Expositions
- 1945 : Collectif des élèves d'Alfred Pellan, École des beaux-arts de Montréal[18]
- 1946 : 65th Spring Exhibition, Art Association of Montreal[19]
- 1947 : 66th Spring Exhibition, Art Association of Montreal[20]
- 1947 : Exposition des élèves de l'École des beaux-arts de Montréal[21]
- 1948 : Salon de la peinture, Trois-Rivières[22]
- 1952 : 69th Spring Exhibition, Montreal Museum of Fine Arts[23]
- 1967 : Lauréats 1908-1965 Salons de Printemps, Musée des beaux-arts de Montréal[24]
- 2017 : Lucyl Martel, une jeune artiste témoin de son temps, Musée régional de Vaudreuil-Soulanges[12]
- 2018 : Lucyl Martel, les années 1940-1950, Journées de la Culture 2018[25]